# Sjevernoetiopski jezici
Sjevernoetiopski jezici,  jedna od dviju glavnih skupina etiopskih jezika koji su rašireni na području Etiopije i Eritreje. Donedavno u nju je klasificirano tri jezika. To su izumrli jezik geez [gez], koji danas služi kao liturgijski, i živi jezici tigré [tig] i tigrigna (Tigrinya) [tir].
Kao četvrti jezik spominje se dahalik (dahlik), novootkriveni jezik na otočju Dahlak pred obalom Eritreje u Crvenom moru.
Zajedno s južnoetiopskim jezicima ćine etiopsku skupinu južnosemitskih jezika.

## Vanjske poveznice
- Ethnologue (14th)
- Ethnologue (15th)